# Oromia
Oromia (Oromo Oromiyaa, amharisch ኦሮሚያ Oromiya; amtlich Mootummaa Naannoo Oromiyaa, የኦሮሚያ ብሔራዊ ክልላዊ መንግስት yä-Oromiya Bǝḥerawi Kǝllǝlawi Mängǝst, englisch Oromia National Regional State) ist eine der Verwaltungsregionen von Äthiopien. Die größte Volksgruppe und Titularnation sind die Oromo.
Oromia ist flächen- und bevölkerungsmäßig die bei weitem größte Region Äthiopiens und umfasst Gebiete im Westen, Zentrum und Süden des Landes. Die Region wurde 1991 aus Teilen der historischen Provinzen Wollega, Illubabor, Shewa, Arsi, Sidamo, Harerge und Bale gebildet. Hauptstadt ist Addis Abeba, von den Oromo Finfinnee genannt, die als unabhängige Stadt aber selbst nicht Teil der Region ist.

## Bevölkerung
2015 betrug die Bevölkerung laut Schätzungen 33.692.000 Personen. Laut Volkszählung 2007 sind die Oromo mit 87,83 % (23.708.767) die mit Abstand größte Volksgruppe. Nächstgrößere Gruppen sind die 7,20 % (1.943.578) Amharen, 0,92 % Gurage (248.100), 0,90 % (242.529) Gedeo und 0,33 % (89.533) Somali.
Aufgrund der unterschiedlichen historischen Entwicklung von Untergruppen und Gebieten gehören die Oromo heute verschiedenen Religionen an. In den früheren Provinzen Shewa und Wollo, wo die Oromo in engem Kontakt mit dem äthiopischen Kaiserreich standen, ist bei ihnen das äthiopisch-orthodoxe Christentum verbreitet. In den meisten anderen Gebieten sind Oromo mehrheitlich Muslime, vor allem im Süden bestehen daneben noch Teile des traditionellen Glaubens an einen Gott Waaqa. Der Protestantismus wurde vor allem im Westen in der früheren Provinz Wollega von deutschen Missionaren verbreitet. Gemäß Volkszählung sind 47,5 % der Einwohner von Oromia Muslime, 30,4 % äthiopisch-orthodoxe Christen, 17,7 % Protestanten und 3,3 % Anhänger traditioneller Religionen.
12,3 % leben in Städten, was unter dem landesweiten Durchschnitt liegt. Die größte Stadt ist Adama/Nazret, weitere Städte mit über 20.000 Einwohnern sind nach Angaben der Zentralen Statistikagentur für 2005 Gimbi, Dembi Dolo, Shambu, Nekemte, Bedele, Metu, Jimma, Agaro, Ambo, Holeta Genet, Sebeta, Waliso, Fiche, Walenchiti, Wenji Gefersa, Mojo, Debre Zeyit, Meki, Zway, Arsi Negele, Shashemene, Asela, Asebe Teferi, Dodola, Ginir, Robe, Goba, Kibre Mengist, Shakiso, Hagere Mariam, Negele Boran und Moyale.
2005 besuchen 42,7 % der Kinder in Oromia (43,9 % der Jungen, 41,4 % der Mädchen) eine Primarschule, was etwa dem landesweiten Durchschnitt entspricht. 14,5 % (18 % Jungen, 10,5 % Mädchen) besuchen eine Schule auf Sekundarstufe. 87,2 % der Frauen waren beschnitten, 2,5 % davon in der schwersten Form (Infibulation). 29,8 % der Frauen gaben an, die Weiterführung der Beschneidung zu befürworten.

### Bevölkerungsentwicklung
| Jahr           | Einwohnerzahl |
| -------------- | ------------- |
| Zensus 1994    | 18.732.525    |
| Zensus 2007    | 26.993.933    |
| Schätzung 2015 | 33.692.000    |

## Geschichte
Die Region wurde nach der Revolution 1991 gebildet, als mit der neuen föderalistischen Verwaltungsgliederung Äthiopiens die historischen Provinzen aufgelöst wurden und die größten Volksgruppen jeweils einen eigenen Bundesstaat erhielten. Sie wurde zunächst auch Region 4 genannt.
Nicht alle Oromo-Gebiete wurden Teil von Oromia. So wurden die nördlichsten Oromo-Gruppen in den Provinzen Tigray (die Rayya und Azabo) und Wollo den Regionen Tigray und Amhara zugeteilt. Teile der Provinz Wollega wurden Benishangul-Gumuz zugeschlagen, auch musste Oromia zugunsten der Somali-Region und der Region der südlichen Nationen, Nationalitäten und Völker auf einige Gebiete verzichten.
Vor allem mit der Somali-Region bestehen weiterhin Grenzstreitigkeiten. Im Grenzgebiet betrachten sich Gruppen wie die Gabbra, Garre, Jarso und Guura traditionell sowohl als Oromo als auch als Somali. Die von beiden Regionen beanspruchte Stadt Harar, wo Oromo die Bevölkerungsmehrheit ausmachen, wurde zum eigenen Bundesstaat mit den Aderi als Titularnation, das ebenfalls umstrittene Dire Dawa wurde unabhängige Stadt.
Zunächst war die äthiopische Hauptstadt Addis Abeba – von den Oromo Finfinnee genannt – zugleich Hauptstadt von Oromia. Im Jahr 2000 wurde sie zur unabhängigen Stadt und Adama/Nazret wurde zur neuen Regionshauptstadt erklärt. Nach Protesten wurde 2005 wieder Addis Abeba Hauptstadt Oromos, ohne Teil der Region zu werden.

## Politik
Die Regionalregierung stellt seit der Gründung von Oromia die Demokratische Organisation des Oromovolkes (OPDO), die der regierenden Koalition EPRDF angehört. Sie war 1989 von der TPLF gegründet worden, die mit ihrem bisherigen Partner unter den Oromo – der separatistischen Oromo-Befreiungsfront OLF – nicht zufrieden war. Im Jahr 2000 gab die OPDO ihre Zustimmung dafür, die bisherige Regionalhauptstadt Addis Abeba aus Oromia auszugliedern und Adama/Nazret zur neuen Hauptstadt zu machen.
Bei den Wahlen für das Regionalparlament mit 537 Sitzen im Jahre 2005 gewann die OPDO 387 Sitze. 105 Sitze gingen an den Oromo People’s Congress (OPC/KUO) aus der oppositionellen Koalition UEDF, die eine stärkere Föderalisierung Äthiopiens anstrebt und vor allem bei den Oromo verankert ist. Die andere große Oppositionskoalition CUD/Qinijit, die im Gegenteil wieder mehr Zentralismus befürwortet und von manchen Oromo und Amharen in Oromia aus Protest gegen die EPRDF gewählt wurde, erhielt 33 Sitze. Die Oromo-Oppositionspartei OFDM/WAFIDO gewann zehn Sitze und die Geda System Advancement Party zwei.
| Partei oder Koalition         | Sitze (537) | Anteil |
| ----------------------------- | ----------- | ------ |
| OPDO                          | 387         | 72,1 % |
| OPC/KUO                       | 105         | 19,6 % |
| Koalition Qinijit             | 33          | 6,1 %  |
| OFDM/WAFIDO                   | 10          | 1,9 %  |
| Geda System Advancement Party | 2           | 0,4 %  |

Die OLF setzt sich weiterhin auch gewaltsam, jedoch weitgehend erfolglos, für eine Unabhängigkeit der Oromo von Äthiopien ein. Die Zentralregierung wie auch die mit ihr verbündete Regionalregierung sieht daher jegliche Äußerungen von Oromo-Kultur, Oromo-Nationalismus und politischer Kritik als potenzielle Bedrohung. Oromo, die die Unabhängigkeitsbestrebungen unterstützen oder denen dies vorgeworfen wird, werden verfolgt.

## Administrative Gliederung
Oromia ist wie die anderen Regionen Äthiopiens in Verwaltungszonen eingeteilt. Gebildet wurden diese Mitte der 1990er Jahre auf der Grundlage der am 22. August 1995 in Kraft getretenen föderalen Verfassung der Demokratischen Bundesrepublik Äthiopien. Jedoch bestanden die Verwaltungszonen auch zum Zeitpunkt der Volkszählung 1994 (für Oromia werden in den Berichten über die Ergebnisse der Volkszählung 12 Zonen aufgeführt) bereits. Die nicht mehr aktuelle Einteilung Oromias in 12 Zonen findet man auch heute noch auf vielen Landkarten zur administrativen Gliederung Äthiopiens im Internet. Bis zur nächsten und bisher letzten Volkszählung 2007 kamen durch Teilungen bisher bestehender Zonen acht weitere Zonen (Guji, Kelem Wellega, Südwest Shewa, West Arsi, Adama Spezial-Zone, Jimma Spezial-Zone und Burayu Spezial-Zone) hinzu. Die aus der unmittelbar westlich von Addis Abeba (Finfinne) gelegenen Stadt Burayu bestehende Burayu Spezial-Zone wurde 2008 in Oromia Spezial-Zone um Finfinne (Addis Abeba) umbenannt und erheblich erweitert. In den Jahren 2015/16 (2008 nach dem Äthiopischen Kalender) und 2016/17 (2009 nach dem Äthiopischen Kalender) kamen dann mit der Bunno Bedele-Zone und der West Guji-Zone zwei weitere Zonen hinzu, so dass zurzeit folgende Verwaltungszonen bestehen:
- Arsi
- Bale
- Borena
- Buno Bedele
- Guji
- Horo Gudru Welega
- Illubabor
- Jimma
- Kelem Welega
- Nord Shewa
- Ost Hararghe
- Ost Shewa
- Ost Welega
- Südwest Shewa
- West Arsi
- West Guji
- West Hararghe
- West Shewa
- West Wellega
- Adama (Spezialzone)
- Jimma (Spezialzone)
- Oromia-Spezialzone um Finfinne

Die Zonen sind weiter unterteilt in über 260 Woredas, wobei sich die Anzahl der Woredas durch verschiedene Aufteilungen und Neueinteilungen mehrfach geändert hat. Die Woredas sind weiter in Kebeles unterteilt. Unterhalb der Kebele-Stufe wurden gott und garree als nächstuntere Verwaltungsstufen eingeführt. Kritikern zufolge diente diese noch engmaschigere Verwaltungsstruktur auch dazu, die Kontrolle der regierenden OPDO/EPRDF über die Bevölkerung zu verstärken.